# Леді Баг і Супер-Кіт (сезон 5)
П'ятий сезон мультсеріалу «Леді Баг і Супер-Кіт» розпочав транслюватися з 13 червня 2022 року у Бразилії, 8 жовтня 2022 року у США та 24 жовтня 2022 року у Франції. В Україні прем'єра відбулася 28 серпня 2023 року. Сезон містить 26 епізодів.

## Список серій
| Номер | Оригінальна назва                          | Переклад від студії «1+1»                       | Автор(и) сценарію                                         | Дата показу у Франції | Дата показу в Україні |
| --- | ------------------------------------------ | ----------------------------------------------- | --------------------------------------------------------- | --------------------- | --------------------- |
| 501 | «Evolution»                                | «Еволюція»                                      | Томас Аструк, Мелені Дюваль, Фред Ленор, Себастьєн Тобідо | 24 жовтня 2022        | 28 серпня 2023        |
| Після викрадення Диво-скриньки Бражник перетворюється на Монарха та використовує талісман Кролика, щоб повернутися до вразливих моментів Леді Баг та Супер-Кота в минулому, щоб захопити їхні талісмани. |                                            |                                                 |                                                           |                       |                       |
| 502 | «Multiplication»                           | «Множення»                                      | Томас Аструк, Мелені Дюваль, Фред Ленор, Себастьєн Тобідо | 25 жовтня 2022        | 29 серпня 2023        |
| Коли Марінетт упевнюється, що її почуття до Адріана стали причиною її програшу Монарху в ролі Леді Баг, вона вирішує відмовитися від свого кохання до молодого школяра. Крім того, як Леді Баг, вона готова зустрітися з набагато могутнішим, ніж коли-небудь Монархом, з допомогою Супер-Кота. Однак, дні йдуть за днями, а ні один акуматизований лиходій не з'являється, щоб мучити Париж. Чи міг Монарх здатися? |                                            |                                                 |                                                           |                       |                       |
| 503 | «Destruction»                              | «Руйнування»                                    | Томас Аструк, Мелені Дюваль, Фред Ленор, Себастьєн Тобідо | 26 жовтня 2022        | 30 серпня 2023        |
| Що, якщо найжахливіший кошмар Леді Баг став на яву? Що, якщо Монарх зможе примусити квомі, які знають адресу Леді Баг, привести його до неї? У нещасливих маленьких створінь не було б іншого виходу, окрім як послухатися його… І якщо Монарх з'явиться в домі Марінетт Дюпен-Чен, чи зможе вона втекти від нього? |                                            |                                                 |                                                           |                       |                       |
| 504 | «Jubilation»                               | «Радощі»                                        | Томас Аструк, Мелені Дюваль, Фред Ленор, Себастьєн Тобідо | 27 жовтня 2022        | 31 серпня 2023        |
| Марінетт з подивом дізнається, що минула однокласниця Соклін видає себе за Леді Баг. Вона намагається відмовити її від того, щоб вона не піддавала себе небезпеці, але Монарх, упевнений, що вона — справжня Леді Баг, приходить за Соклін. Він довіряє акуматизованому лиходію силу талісмана тріумфування, яка показує людям їхні найбільші бажання. Чи зможуть справжні Леді Баг та Супер-Кіт уникнути цієї небезпеки? |                                            |                                                 |                                                           |                       |                       |
| 505 | «Illusion»                                 | «Ілюзія»                                        | Томас Аструк, Мелені Дюваль, Фред Ленор, Себастьєн Тобідо | 2 листопада 2022      | 1 вересня 2023        |
| Не дивлячись на те, що Леді Баг більше не може довірити йому талісман, Ніно хоче продовжувати допомагати супергероям. Він вирішує створити мережу спротиву в школі. Перша місія секретної організації полягає в тому, щоб зрозуміти, як працює нова сила Монарха, навмисно спровокувавши акуматизацію. Однак, перших членів спротиву — Марінетт, Адріана та Алю — це не переконує. Чи погодяться Леді Баг та Супер-Кіт з таким планом? |                                            |                                                 |                                                           |                       |                       |
| 506 | «Determination»                            | «Заповзятість»                                  | Томас Аструк, Мелені Дюваль, Фред Ленор, Себастьєн Тобідо | 28 жовтня 2022        | 2 вересня 2023        |
| Марінетт й Адріан задаються питанням про свої почуття. У той час як Марінетт намагається переконати себе, що їй потрібно перестати кохати Адріана, тому що це відволікає її від ролі супергероїні, вона виявляє, що в неї є почуття до іншого хлопця, який за останній час сильно змінився… Щодо Адріана, то він все більше цікавиться Марінетт. Що, якщо б вона була більше, ніж просто подруга? Він не знає, що, запросивши Марінетт на побачення, він випустить на волю цілий ураган почуттів, який змінить їхнє життя. |                                            |                                                 |                                                           |                       |                       |
| 507 | «Passion»                                  | «Пристрасть»                                    | Томас Аструк, Мелені Дюваль, Фред Ленор, Себастьєн Тобідо | 31 жовтня 2022        | 4 вересня 2023        |
| Поки Марінетт намагається переконати себе в тому, що вона кохає Супер-Кота, щоб забути Адріана, Адріан, відмовившись від кохання до Леді Баґ, намагається знайти спосіб зізнатися Марінетт у своїх почуттях. Коли в їхньому житті все перевертається з ніг на голову, Леді Баг і Супер-Кіт обмінюються своїми талісманами, щоб врятуватись від безжального лиходія. Однак, повернення Містера Баґа примушує Леді Кішку ще більше заплутатися в своїх почуттях. |                                            |                                                 |                                                           |                       |                       |
| 508 | «Reunion»                                  | «Воз'єднання»                                   | Томас Аструк, Мелені Дюваль, Фред Ленор, Себастьєн Тобідо | 1 листопада 2022      | 5 вересня 2023        |
| Під час візиту до Лувра Марінетт робить подвійне відкриття. По-перше, вона розуміє, що її подруга Алікс, якій був довірений талісман Кролика, знайшла спосіб спілкуватися з близькими, не з'являючись в теперішньому. По-друге, Марінетт дізнається, що вона сама може використовувати свою кваґатаму для спілкування зі згадками минулих власників талісманів. Чи допоможе їй це уникнути пастки, яку розставив для неї Монарх? |                                            |                                                 |                                                           |                       |                       |
| 509 | «Elation»                                  | «Піднесення»                                    | Томас Аструк, Мелені Дюваль, Фред Ленор, Себастьєн Тобідо | 3 листопада 2022      | 6 вересня 2023        |
| Коли Леді Баг намагається добитися уваги Супер-Кота, той уникає її. Коли Адріан намагається добитися уваги Марінетт, та уникає його. Тіккі та Аля все більше схвильовані діями Марінетт: їхня подруга шукає ще одну причину, щоб втекти від своїх почуттів до Адріана. Чи вона справді закохалася в іншого хлопця? Коли вони перестрівають з морозником Андре, чиє морозиво повинно знати й розкривати таємниці кохання, Марінетт і Супер-Кіт роблять крижану душу відкритішою, котра заморозить їхні серця! |                                            |                                                 |                                                           |                       |                       |
| 510 | «Transmission (The Kwamis' Choice Part 1)» | «Передавання. Вибір квомі. Частина перша»       | Томас Аструк, Мелені Дюваль, Фред Ленор, Себастьєн Тобідо | 2 квітня 2023         | 7 вересня 2023        |
| Кожного разу одне й те саме. Коли вони Марінетт й Адріан, чи коли вони Леді Баг та Супер-Кіт, таємні особистості наших героїв завжди заважають їм будувати любовні стосунки. Тіккі й Плаггу дуже жаль їхніх власників, які засмучені тим, що повинні відмовитися від своїх почуттів. Тому квомі йдуть на дуже серйозний крок, від якого більшість зміниться в Парижі. |                                            |                                                 |                                                           |                       |                       |
| 511 | «Deflagration (The Kwamis' Choice Part 2)» | «Вигорання. Вибір квомі. Частина друга»         | Томас Аструк, Мелені Дюваль, Фред Ленор, Себастьєн Тобідо | 2 квітня 2023         | 8 вересня 2023        |
| Монарх зіштовхується з унікальною можливістю, яку він не хоче впустити. Світ от-от зміниться, і ніхто, схоже, не в силах цьому завадити… адже квомі зробили вибір, який повністю відволік Марінетт і Адріана від своїх обов'язків. На щастя… і на жаль. |                                            |                                                 |                                                           |                       |                       |
| 512 | «Perfection»                               | «Досконалість»                                  | Томас Аструк, Мелені Дюваль, Фред Ленор, Себастьєн Тобідо | 9 квітня 2023         | 9 вересня 2023        |
| Що б робила Марінетт без своїх друзів? Вся компанія вирішила зробити все, щоб допомогти їй нарешті зблизитися з Адріаном. На цей раз в хід іде все. Однак Марінетт уміє дивувати, знову й знову! Особливо коли ніхто нічого їй не сказав, і ніхто не знає, що вона теж придумала унікальний план, щоб спробувати розповісти Адріану про свої почуття. Їм усім доведеться дізнатися, що краще розповідати про такі речі друзям, якщо не хочеш зіштовхнутися з непорозумінням… яке може призвести до того, що хтось може акуматизуватися!                                                                                       |                                            |                                                 |                                                           |                       |                       |
| 513 | «Migration»                                | «Міграція»                                      | Томас Аструк, Мелені Дюваль, Фред Ленор, Себастьєн Тобідо | 16 квітня 2023        | 11 вересня 2023       |
| Лука доволі розчарований хлопець. Він не тільки брат-близнюк Джулеки, але ще й як старший брат для своїх друзів, включно з Марінетт та Адріаном. Вони обидва люблять питати у нього поради, адже у Луки завжди напоготові якась надихаюча фраза. Нарешті, Лука — гітарист Району Котиків і син знаменитості. І саме ця сторона Луки викликає інтерес у власника лейбла Боба Рота, який готовий піти на все, щоб заробити гроші! Однак, Боб Рот недооцінює Луку, який не зупиниться ні перед чим, щоб захистити свої цінності та своїх друзів.                                                                                 |                                            |                                                 |                                                           |                       |                       |
| 514 | «Derision»                                 | «Глузування»                                    | Томас Аструк, Мелені Дюваль, Фред Ленор, Себастьєн Тобідо | 16 квітня 2023        | 12 вересня 2023       |
| У той момент, коли здається, що Марінетт нарешті піде на нормальне побачення з Адріаном, вона раптом починає страждати від повторних приступів панічних атак. Дівчина не розуміє, чому так відбувається, і це починає ставити під загрозу її стосунки з улюбленою людиною. Через свою емоційну вразливість вона стає ідеальною мішенню для Монарха! Що, якщо рішення проблем Марінетт ховається в її особистому минулому? Коли вона ще не була тою Марінетт, яку ми знаємо сьогодні… |                                            |                                                 |                                                           |                       |                       |
| 515 | «Intuition»                                | «Інтуїція»                                      | Томас Аструк, Мелені Дюваль, Фред Ленор, Себастьєн Тобідо | 23 квітня 2023        | 13 вересня 2023       |
| Монарху дуже не щастить, коли справа стосується сили Інтуїції. Або Супершанс Леді Баг кожного разу підлаштовується під ситуацію, або непередбачуваність Супер-Кота псує всі плани лиходія в останній момент! Однак, коли «Цуруґі Технолоджіс» вирішують випробувати свій новий космічний літак, Монарх бачить унікальну можливість по справжньому отримати другу спробу. Він готовий піти на все, навіть якщо це може стати його останньою можливістю отримати талісмани. |                                            |                                                 |                                                           |                       |                       |
| 516 | «Protection»                               | «Захист»                                        | Томас Аструк, Мелені Дюваль, Фред Ленор, Себастьєн Тобідо | 30 квітня 2023        | 14 вересня 2023       |
| Поки компанія друзів придумує черговий занадто складний план зі зближення Марінетт та Адріана, Лайла використовує свої навички маніпуляції, щоб переконати Каґамі, що Марінетт — брехуха, яка зловживає чужою добротою. Шокована цією інформацією, Каґамі акуматизується в Конратаку Кращу. Вона атакує Марінетт в той самий момент, коли Адріану нарешті вдалося примусити її відчути себе затишно з ним. Чи зруйнує отруйна брехня Лайли дружбу між Каґамі, Марінетт та Адріаном? |                                            |                                                 |                                                           |                       |                       |
| 517 | «Adoration»                                | «Обожнювання»                                   | Томас Аструк, Мелені Дюваль, Фред Ленор, Себастьєн Тобідо | 7 травня 2023         | 15 вересня 2023       |
| Коли Марінетт і Зою обирають організаторами свята на честь закінчення навчального року, Марінетт дізнається, що Зоя таємно закохана в якогось дев'ятикласника зі школи. Зоя заявляє, що не може говорити про це. Для Марінетт це може означати тільки одне: Зоя закохана в Адріана! Однак, перед тим, як вона дізнається, права вона чи ні, спільний ворог двох дівчат спробує зруйнувати їхню прекрасну дружбу… |                                            |                                                 |                                                           |                       |                       |
| 518 | «Emotion»                                  | «Емоція»                                        | Томас Аструк, Мелені Дюваль, Фред Ленор, Себастьєн Тобідо | 14 травня 2023        | 16 вересня 2023       |
| Адріан повинен бути присутнім на Діамантовому балу, організованим його батьком та пані Цуруґі. Адріан стане королем Балу разом з Каґамі, яку в цьому році вибрали Королевою. Ні Адріан, ні Каґамі не хочуть брати в цьому участь, але вони всього на всього підлітки, які не можуть не слухатися наказу своїх батьків. Коли Марінетт дізнається, що Адріан не насмілився сказати їй про бал, вона вирішує також його відвідати. Однак, як вона потрапить на такий закритий захід, де їй, схоже, зовсім не раді? |                                            |                                                 |                                                           |                       |                       |
| 519 | «Pretension»                               | «Претензійність»                                | Томас Аструк, Мелені Дюваль, Фред Ленор, Себастьєн Тобідо | 23 жовтня 2023        | 18 вересня 2023       |
| Марінетт упевнена, що холодність Ґабрієля по відношенню до неї викликана непорозумінням, і вона вирішує поговорити по душах з батьком хлопця, якого вона кохає… і її видатна сміливість надихає її подругу Каґамі! Їй би також хотілось відчинити двері до серця своєї власної матері! На жаль, розмова раптово переривається, коли повертається неочікуваний гість, який краде Каґамі! Хто ж цей таємничий гість? Чи врятують дівчинку Леді Баг та Супер-Кіт? І чи з'явиться колись у Марінетт та Адріана можливість вільно кохати одне одного?                                                                              |                                            |                                                 |                                                           |                       |                       |
| 520 | «Revelation»                               | «Викриття»                                      | Томас Аструк, Мелені Дюваль, Фред Ленор, Себастьєн Тобідо | 24 жовтня 2023        | 19 вересня 2023       |
| Лайла — майстерно бреше. Через цей лиходійський талант її всі люблять, і навіть сам Ґабрієль найняв її на роботу. Однак, зближення Марінетт та Адріана підштовхує батька хлопчика зробити Каґамі новим обличчям свого бренда, що приводить Лайлу в лють. Вона використовує нещасний випадок в класі, щоб призвати до призначення нових виборів, адже тоді в неї буде шанс замінити Марінетт на посту старости класу. Однак передвиборна кампанія йде не за планом, на щастя для Монарха. Будьте обережні, адже з Лайлою все раз за разом виявляється не таким, яким здається…                                                 |                                            |                                                 |                                                           |                       |                       |
| 521 | «Confrontation»                            | «Протистояння»                                  | Томас Аструк, Мелені Дюваль, Фред Ленор, Себастьєн Тобідо | 25 жовтня 2023        | 20 вересня 2023       |
| Канікули не за горами, адже зовсім скоро закінчується навчання в коледжі! Учням варто вибрати курс до зібрання представників класів та вчителів, і це важливий крок, який визначить їхнє майбутнє! Щоб захистити шкільні амбіції своїх однокласників, новими представницямм класу стають Хлоя та Лайла! Марінетт та Адріан схвильовані. Яким буде наступний злий план цих двох, яких всі довкола вважають добрими? |                                            |                                                 |                                                           |                       |                       |
| 522 | «Collusion»                                | «Змова»                                         | Томас Аструк, Мелені Дюваль, Фред Ленор, Себастьєн Тобідо | 26 жовтня 2023        | 21 вересня 2023       |
| Кінець навчального року близький, повстання скоро почнеться. У Монарха немає ні часу, ні вибору: він вирішує здійснити план, який небезпечний для його таємної особистості… і дуже небезпечний для Леді Баг і Супер-Кота. Сам того не знаючи, лиходій отримає допомогу від Лайли, яка за кулісами управляє Хлоєю, яка стала ще підступнішою, ніж раніше. Щодо Марінетт, то вона не знає, що Адріан не зуміє відкрити їй страшну таємницю, яка загрожує назавжди зруйнувати їхні стосунки. |                                            |                                                 |                                                           |                       |                       |
| 523 | «Revolution»                               | «Революція»                                     | Томас Аструк, Мелені Дюваль, Фред Ленор, Себастьєн Тобідо | 27 жовтня 2023        | 22 вересня 2023       |
| Хлоя тепер могутніша, ніж коли-небудь. Завдяки їй Монарх також став могутнішим. Леді Баг та Супер-Кіт здивовані їхніми суперздібностями, не знаючи, що вони потрапили в лиходійську пастку. А життя Марінетт та Адріана зміняться назавжди. |                                            |                                                 |                                                           |                       |                       |
| 524 | «Representation»                           | «Представлення»                                 | Томас Аструк, Мелені Дюваль, Фред Ленор, Себастьєн Тобідо | 31 жовтня 2023        | 23 вересня 2023       |
| Коли Адріан не слухається свого батька і відправляється на пошуки Марінетт, Ґабрієль акуматизовує самого себе, щоб знайти свого сина. Тим часом, Марінетт упевнена, що Адріан шукає її. Думаючи, що воз'єднується з хлопцем, у якого закохана, Марінетт розкриє таємницю, до якої ніщо не могло її підготувати. |                                            |                                                 |                                                           |                       |                       |
| 525 | «Conformation (The Final Day — Part 1)»    | «Підпорядкування. Останній день. Частина перша» | Томас Аструк, Мелені Дюваль, Фред Ленор, Себастьєн Тобідо | 1 листопада 2023      | 25 вересня 2023       |
| Ґабрієль перетворює себе на Сіяча Кошмарів і розносить кошмари по всьому світу. Він з Томое випускає застосунок «Альянсу», який показує бажання людей, щоб заспокоїти їх. Адріан неохоче завантажує програму, але, побоюючись, просить Плагга віддати його талісман Леді Баґ. У будинку Ґабрієля вона дізнається, що Ґабрієль є Монархом. Тим часом Томое у стрічці «Альянсу» поширює пропаганду про те, що Леді Баг і Супер-Кіт захопили Адріана та Каґамі. Це робить усіх настільки вразливими, що їх можна «акуматизувати», перетворивши на безликих роботів, які можуть спрямовувати будь-яку чудодійну силу за бажанням… |                                            |                                                 |                                                           |                       |                       |
| 526 | «Re-creation (The Final Day — Part 2)»     | «Відтворення. Останній день. Частина друга»     | Томас Аструк, Мелені Дюваль, Фред Ленор, Себастьєн Тобідо | 1 листопада 2023      | 26 вересня 2023       |
| По всьому світу громадяни, супергерої та друзі Марінетт і Адріана допомагають боротися з акуматизоаними роботами. Супер Баг бореться з Монархом в маєтку Аґрестів… |                                            |                                                 |                                                           |                       |                       |
| 527 | «Action»                                   | «Дія»                                           | Томас Аструк, Мелені Дюваль, Фред Ленор, Себастьєн Тобідо | 17 вересня 2023       | 21 жовтня 2023        |
| Помітивши велике забруднення Сени пластиком, Марінетт, Адріан та їхні друзі вирішують розпочати кампанію проти цього. Джерело їхньої проблеми — Бертран Кінг, пластиковий магнат, який за допомогою Ґабрієля та мера Буржуа запровадив пластикові віяла для рук у всьому світі. Після того, як двох останніх переконали змінити свою позицію, злість від втрати спонсорів перетворює Бертрана на Короля Пластику, який володіє силою Дії талісмана бджоли та може перетворювати все, до чого він торкається, на пластик. |                                            |                                                 |                                                           |                       |                       |